# ماهی لوتی گلوسیاه
ماهی لوتی گلوسیاه (نام علمی: Doederleinia berycoides) نام یک گونه از تیره شکم‌چراغیان است.